# Liste der Baudenkmale in Zernitz-Lohm
In der Liste der Baudenkmale in Zernitz-Lohm sind alle Baudenkmale der brandenburgischen Gemeinde Zernitz-Lohm und ihrer Ortsteile aufgelistet. Grundlage ist die Veröffentlichung der Landesdenkmalliste mit dem Stand vom 31. Dezember 2020.

## Baudenkmale in den Ortsteilen
In den Spalten befinden sich folgende Informationen:
- ID-Nr.: Die Nummer wird vom Brandenburgischen Landesamt für Denkmalpflege vergeben. Ein Link hinter der Nummer führt zum Eintrag über das Denkmal in der Denkmaldatenbank. In dieser Spalte kann sich zusätzlich das Wort Wikidata befinden, der entsprechende Link führt zu Angaben zu diesem Denkmal bei Wikidata.
- Lage: die Adresse des Denkmales und die geographischen Koordinaten. Link zu einem Kartenansichtstool, um Koordinaten zu setzen. In der Kartenansicht sind Denkmale ohne Koordinaten mit einem roten beziehungsweise orangen Marker dargestellt und können in der Karte gesetzt werden. Denkmale ohne Bild sind mit einem blauen bzw. roten Marker gekennzeichnet, Denkmale mit Bild mit einem grünen beziehungsweise orangen Marker.
- Bezeichnung: Bezeichnung in den offiziellen Listen des Brandenburgischen Landesamtes für Denkmalpflege. Ein Link hinter der Bezeichnung führt zum Wikipedia-Artikel über das Denkmal.
- Beschreibung: die Beschreibung des Denkmales
- Bild: ein Bild des Denkmales und gegebenenfalls einen Link zu weiteren Fotos des Baudenkmals im Medienarchiv Wikimedia Commons

### Lohm
| ID-Nr.            | Lage                            | Bezeichnung                                                                     | Beschreibung | Bild           |
| ----------------- | ------------------------------- | ------------------------------------------------------------------------------- | ------------ | -------------- |
| 09170627 Wikidata | Lohmer Dorfstraße (Lage)        | Dorfkirche                                                                      |              | weitere Bilder |
| 09170629          | Lohmer Dorfstraße 4a-c (Lage)   | Gutshaus I                                                                      |              | BW             |
| 09170628          | Lohmer Dorfstraße 16 (Lage)     | Gehöft, bestehend aus Wohnhaus mit Wirtschaftsgebäuden und Kopfsteinpflasterung |              | BW             |
| 09170114          | Lohmer Dorfstraße 26a (Lage)    | Wohnhaus mit Stallgebäude                                                       |              | BW             |
| 09170630          | Lohmer Dorfstraße 36, 38 (Lage) | Gutshaus II                                                                     |              | weitere Bilder |

### Neuendorf
| ID-Nr.   | Lage                          | Bezeichnung       | Beschreibung | Bild              |
| -------- | ----------------------------- | ----------------- | ------------ | ----------------- |
| 09171221 | Neustädter Straße 12 (Lage)   | Wohn- und Bethaus |              | Wohn- und Bethaus |
| 09170639 | Neuendorfer Dorfstraße (Lage) | Gutspark          |              | Gutspark          |

### Zernitz
| ID-Nr.   | Lage                           | Bezeichnung                                      | Beschreibung | Bild           |
| -------- | ------------------------------ | ------------------------------------------------ | --- | -------------- |
| 09170766 | Bahnhofstraße (Lage)           | Bahnhofsgebäude mit Toilettenhaus und Vorplatz   | Der Bahnhof Zernitz wurde 1846 eröffnet und war bis 1995 in Betrieb. Sein Empfangsgebäude stammt aus der Erbauungszeit. | weitere Bilder |
| 09170764 | Zernitzer Dorfstraße (Lage)    | Dorfkirche                                       | Die evangelische Kirche stammt aus dem 15. Jahrhundert. Die Balkendecke ist mit Rankenwerk bemalt und stammt aus der Zeit um 1700.                                                                                            | Dorfkirche     |
| 09170765 | Zernitzer Dorfstraße (Lage)    | Gedenkstätte für ermordete jüdische Häftlinge    | Im April 1945 kamen 48 jüdische Häftling ums Leben, als der Zug, mit dem sie deportiert wurden, im Bahnhof Zernitz von amerikanischen Tieffliegern beschossen wurde. Für sie wurde unweit des Bahnhofs ein Friedhof angelegt. | weitere Bilder |
| 09170763 | Zernitzer Dorfstraße 62 (Lage) | Pfarrgehöft, bestehend aus Pfarrhaus und Scheune | | BW             |